# Républicanisme au Maroc
Le républicanisme au Maroc est une idéologie politique visant à l'instauration d'un régime républicain au Maroc.
Dans l'histoire du Maroc et même aujourd'hui, il y a eu quelques tentatives organisées d'établir des formes de gouvernement républicain.

## Républicanisme dans l'histoire du Maroc

Le drapeau de la République du Rif au Maroc (1921-1926).

Des réfugiés maures d’Andalousie ont formé à Salé et à Rabat la République de Bou Regreg, une base pour la piraterie (1627-1668).
Les insurgés de la région du Rif, dirigés par Abdelkrim el-Khattabi, ont fondé la République du Rif (1921-1926) contre la domination coloniale espagnole et française.

## Au cours de la seconde moitié duXXesiècle
Au courant de la seconde moitié du XXe siècle, deux tentatives de coup d'état ont visé à renverser la monarchie et à instaurer, hypothétiquement, un régime républicain.
En 1971, des cadets de l'armée dirigés par le général Madbouh et le colonel Ababou ont attaqué le roi Hassan II au palais de Skhirat. Une république fut proclamée à Radio Rabat, mais fut supprimée par le général Mohamed Oufkir. Cependant, en 1972, Oufkir a lancé son propre coup d'État. L'Armée de l'air a tenté à plusieurs reprises de faire tomber l'avion du roi, a attaqué l'aéroport de Rabat et a bombardé le palais royal à Rabat. Le coup a finalement échoué.
Au cours des manifestations marocaines de 2011-2012, quelques manifestants ont scandé des slogans républicains. Ils étaient principalement issus du mouvement islamiste Al Adl Wa Al Ihssane et du parti communiste La Voie Démocratique. Ces slogans n'ont pas été répétés par la grande majorité des manifestants.

## Républicanisme actuel au Maroc
Tant à l'intérieur qu'à l'extérieur du Maroc, de nombreux militants antimonarchiques critiquent ouvertement la monarchie ou plaident pour la création d'une république au Maroc et pour la suppression ou le renversement de la monarchie marocaine.
En 2012, à la suite des contestations liées au Printemps arabe, plusieurs militants, tous résidant en dehors du Maroc, fondent le Mouvement des républicains marocains (MRM). Les sites et pages du mouvement sur les réseaux sociaux sont néanmoins devenus inactifs à partir de 2014, avant de regagner en activité à partir de 2018, atteignant 193 000 adhésions en 2020. Plusieurs autres groupes et pages marocains de tendance républicaine, d'audience bien plus restreinte, sont également présents de manière sporadique sur les réseaux sociaux.
Les autorités marocaines demeurent hostiles à tout mouvement ou toute personne qui prône le républicanisme ou remet en question la légitimité de la monarchie. En 2019 et début 2020, plusieurs personnes ont été arrêtées et lourdement sanctionnées pour avoir critiqué la monarchie, la personne du roi ou son entourage sur les réseaux sociaux,,,.
Actuellement, le républicanisme au Maroc est principalement incarné par La voie démocratique, mouvement politique d'inspiration marxiste-léniniste, ainsi que par Al Adl Wal Ihsane, mouvement islamiste.